# Seixido
Seixido es una aldea situada en la parroquia de Lousame en el municipio de Lousame, provincia de La Coruña, Galicia, España. 
En 2021 tenía una población de 19 habitantes (10 hombres y 9 mujeres). Está situada a 125 metros sobre el nivel del mar a 6,3 km de la cabecera municipal. Las localidades más cercanas son Chave, Filgueira y Portela.